# 雷纳多·阿里纳斯
雷纳多·阿里纳斯（西班牙語：Reinaldo Arenas，1943年7月16日—1990年12月7日），古巴詩人、作家、劇作家。對於古巴革命，他早期持同情和支持態度；但隨後他對古巴政府持批評和反對態度。

## 相關傳記
阿里纳斯在1992年寫下自傳《Antes que anochezca: autobiografía》；此書在2000年被拍成同名電影《黎明不會來》（Before Night Falls），由朱利安·許納貝導演，哈維爾·巴登主演。